# Скуінь Олена Петрівна
Олена Скуінь (2 квітня 1908, Катеринодар, Російська імперія — 12 лютого 1986, Ленінград, СРСР) — радянська художниця, живописець, графік, педагог, член Ленінградської організації Спілки художників РРФСР .

## Біографія
Олена Скуінь народилася 2 квітня 1908 в Катеринодарі (нині — Краснодар) в сім'ї вчителя, який приїхав на Кубань з Риги. Після школи-дев'ятирічки в 1926-1930 навчалася в Кубанському педагогічному технікумі, де придбала перші професійні навички живописця. Після його закінчення в 1930-1931 викладала малювання в середній школі в Краснодарі.
У 1931 О. Скуінь приїжджає до Ленінграда з метою продовжити художню освіту. Вступити до інституту відразу не вдалося. Проявивши завзятість, вона влаштовується художником на завод імені Сталіна (згодом Металевий завод імені XXII партз'їзду). Одночасно займається в Інституті підвищення кваліфікації працівників мистецтв у Р. Френца і Д. Мітрохіна . Її навчальні роботи були помічені О. Осмьоркіна, який запропонував їй перейти в Інститут живопису, скульптури та архітектури Всеросійської Академії мистецтв .
У 1934 Скуіньш взяли відразу на третій курс ЛІЖСА, де вона стала займатися у Семена Абугова, Генріха Павловського, Дмитра Мітрохіна. У 1939 Скуіньш з відзнакою закінчила інститут по майстерні Олександра Осмьоркіна, дипломна картина — «Заняття гуртка, вивчає військово-морську справу» . У 1941 її картина експонувалася в Москві на виставці дипломних робіт студентів художніх вузів і технікумів. Нині робота знаходиться в зборах Музею Академії мистецтв у Санкт-Петербурзі.
У жовтні 1939 Олена Скуінь була прийнята в члени Ленінградського Спілки радянських художників, отримавши членський квиток № 285. У 1940-1941 на запрошення професора Рудольфа Френца працювала його асистентом в майстерні батального живопису. Після початку Великої Вітчизняної війни з дочкою евакуювалася в Ленінськ-Кузнецький. Працювала художником місцевого театру драми імені С. Орджонікідзе, брала участь в оформленні міста, а також у виставках художників Кузбасу.
У 1944 Олена Скуінь повернулася в Ленінград. У 1945-1946 викладала в Середній Художній школі при ЛІЖСА імені І. Ю. Рєпіна, в 1949-1951 — на кафедрі загальної живопису Вищого художньо-промислового училища імені В. І. Мухіної. Одночасно багато працювала творчо, беручи участь в більшості виставок ленінградських художників. Писала жанрові картини, портрети, натюрморти, пейзажі. Працювала в техніці олійного живопису, акварелі, малюнки вугіллям. Найбільшого успіху і визнання домоглася в жанрі натюрморту.
Олена Скуінь померла 12 лютого 1986 в Ленінграді на сімдесят восьмому році життя.

## Творчість
У 1951 Олена Скуінь залишає викладання і переходить на роботу за договорами з Ленізіо. Саме в цей період натюрморт затверджується в якості ведучого жанру в її творчості. Про це свідчать твори, показані нею на весняних виставках ленінградських художників 1954  та 1955 , восени 1956  та 1958 . Її натюрморти цього періоду (наприклад, «Півонії і вишня» , 1956) відверто постановочні, майстерно зрежисовані, ошатні й урочисті, що говорять про повноту і радості життя. Художниця продовжує працювати і в жанрі портрета ( «Листоноша», 1959 ), пейзажу і тематичної картини.
Успішна робота над замовними картинами дозволила Єлєні в 1960-і зробити ряд творчих поїздок в пошуках натурного матеріалу, в тому числі на рідну Кубань. Їх результатом стали численні натурні етюди, картини «Тютюн Кубані» (1962), «В садівництві» (1962), «Тютюн», «Садово-парниковий натюрморт» (обидві 1964)  та інші, а також стався поворот власне в манері авторського письма.
Якщо в 1940-1950-х Олена Скуінь працює в традиціях тонального живопису, то з середини 1960-х після поїздок на Кубань в мальовничому вирішенні її робіт провідне місце відводиться декоративній колірній плямі, що задає характер всієї композиції . Для її манери характерними стають «яскравий насичений колорит, вишуканість колірних відносин, широке письмо, посилина з роками декоративність і піднесене світовідчуття».
Своєї вершини виразність предметного кольору досягає в роботах 1971 «Сині відра»  і «Натюрморт з червоними балонами» . Точно взята кольорова пляма передає форму предметів без світлотіньового моделювання, одним лише силуетом. При всій лаконічності такого рішення створений образ народжує широке коло асоціацій. Колір предметів, буденних і звичних, набуває в роботах самодостатнє і напівмістичне значення. В цілому натюрмортів цього періоду притаманні багатства підтексту, широка асоціативність, емоційна наповненість. Серед відомих творів Єлєни Скуіньш цього періоду роботи «Натюрморт з айвою», «Натюрморт з рибою» (обидві 1961) , «Бегонія», «Лейка і троянди» (обидві 1964), «Фіалки» (1965)  , «Натюрморт з глечиком і хурмою», «Блакитний натюрморт» (обидві 1968) , «Гілка абрикоса» (1968), «Глицинии» (1969) , «Мереживниці» (1969) , «Примули і цикламени »(1971) ,« Улюблена професія. Квітникарі »(1975) ,« Бузок »,« Яблуні в цвіту » (обидві 1980) та інші.
У 1970-ті Є. Скуінь часто звертається до техніки акварелі. Створені нею листи, такі як «Натюрморт з пролісками» (1969), «Старий англійський фарфор і ананас» (1971), «Червоний кут» (1974) та інші дозволяють віднести цього майстра до числа видатних акварелістів . Володіючи різноманітними акварельними техніками, вона створила яскраві образи, близького сучасникові предметного світу, передавши його естетичну значимість і наділивши душевною теплотою речі, складаючі наше побутове оточення.
У 1978 в залах Ленінградського відділення Спілки художників РРФСР пройшла перша персональна виставка творів Є. Скуінь, приурочена до її сімдесятиріччя. У 1989-1992 вже після смерті Є. Скуіньш її роботи з успіхом були представлені на виставках та аукціонах російського живопису L 'Ecole de Leningrad і інших у Франції . У 2005 виставка творів Е. Скуіньш була показана в галереї «Блакитна вітальня» Санкт-Петербурзького Союзу художників .
Твори О. Скуінь знаходяться в музеях та приватних збірках в Росії , Казахстані, Україні, Латвії, Франції , Італії, Великій Британії та інших країнах.